# Túnel de l'Escalda occidental
El túnel de l'Escalda occidental (Westerscheldetunnel) és un túnel de 6,6 quilòmetres construït sota l'Escalda Occidental entre Ellewoutsdijk i Terneuzen, que uneix l'antiga illa de Walcheren amb Flandes Zelandès. És el més llarg dels Països Baixos per a trànsit de vehicles. El túnel fou obert el 14 de març del 2003.
Consta de dos conductes, un per sentit, amb dos carrils cada un. Fou construït amb dues tuneladores diferents (una per conducte).
Era un túnel de peatge fina a 2025 (que calia pagar a Borssele independentment del trajecte realitzat), cosa poc freqüent a les carreteres neerlandeses, on la majoria d'autopistes i grans infraestructures viàries són gratuïtes. El túnel és explotat per l'empresa NV Westerscheldetunnel participada en un 95,4% pel Ministeri del Trànsit i les Aigües (en representació de l'estat neerlandès) i en un 4,6% per la província de Zelanda.
No és permès l'ús del túnel a ciclistes i vianants. Aquests cal que agafin l'autobús de Connexxion que creua el túnel o bé emprar els antics serveis de ferri des de Breskens (Flandes Zelandès) a Vlissingen. Des de 2025 la travessia per als autos és de franc, el que va crear malestar, perquè el ciclistes sempre han de pagar.